# William Cavendish (1592-1676)

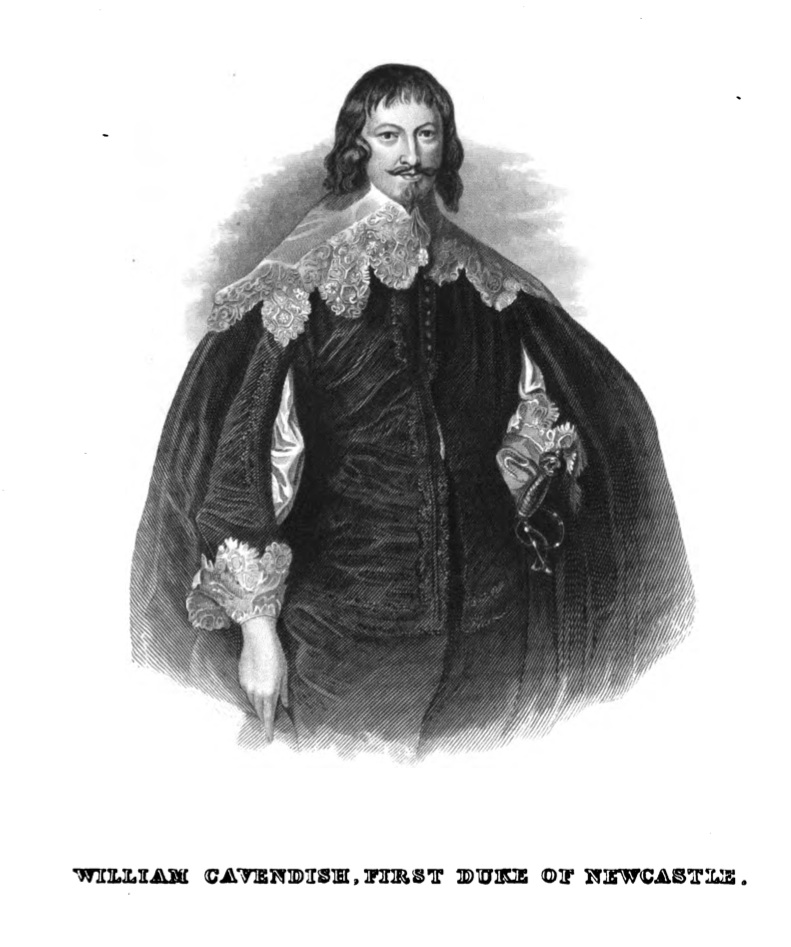
William Cavendish, eerste hertog van Newcastle

William Cavendish (Handsworth Manor bij Sheffield, 6 december 1592 – Welbeck Abbey, 25 december 1676), vanaf 1620 burggraaf van Mansfield, vanaf 1628 earl van Newcastle upon Tyne en vanaf 1665 hertog van Newcastle, was een Engels veldheer, architect, mecenas, dressuurdeskundige en toneelschrijver. Tijdens de Engelse Burgeroorlog was hij aanvoerder van het royalistische leger in het noorden van Engeland. Als mentor van Karel II van Engeland ondersteunde hij de koning tijdens diens ballingschap, gedurende welke periode hij in Antwerpen in het Rubenshuis woonde. Na de Restauratie in 1660 trok hij zich terug uit het openbare leven om zijn landgoederen van Welbeck Abbey en Bolsover Castle te restaureren. Cavendish publiceerde twee boeken over paardrijden en een aantal toneelstukken, waarvoor hij in ten minste één geval hulp van John Dryden kreeg. Zijn tweede echtgenote, Margaret Lucas, publiceerde in 1667 een biografie van haar man.

## Afkomst
William Cavendish was een kleinzoon van de gelijknamige William Cavendish, eerste earl van Devonshire, die lid van de Privy Council en Treasurer of the Chamber onder Hendrik VIII, Eduard VI en Maria I was geweest. Zijn grootvader langs moederkant was de baron Cuthbert, Lord Ogle. William was de tweede zoon van Sir Charles Cavendish en werd diens erfgenaam na de dood van zijn oudere broer. Hij had tevens een jongere broer genaamd Charles Cavendish, die tijdens het Engelse Gemenebest Williams landerijen van het parlement terug verkreeg. Toen Hendrik Frederik Stuart in 1610 tot Prins van Wales werd verheven, werd William Cavendish ridder van de Orde van het Bad. In zijn jeugd vergezelde hij Sir Henry Wotton op diplomatische missies naar het buitenland, die hem een militaire carrière in het vooruitzicht stelde. Na zijn terugkeer in Engeland was hij executeur van de wilsbeschikking van zijn overleden oom Gilbert, de earl van Shrewsbury.
Op 3 november 1620 verhief Jacobus I van Engeland hem tot burggraaf Mansfield en op 7 maart 1628 werd hij tot earl van Newcastle gecreëerd. Cavendish ontving Karel I en Henriëtta Maria van Frankrijk in 1633 en 1634 op twee weelderige gastmalen. Op 30 juli 1634 werd op Bolsover Castle een masque van Ben Jonson getiteld Love’s Welcome opgevoerd, waarop de voltallige aristocratie van Nottinghamshire en Derbyshire was uitgenodigd. De gegadigden aten 41 verschillende soorten gevogelte en dansten in de kasteeltuinen. Deze feesten kostten Cavendish ongeveer 20.000 pond; aan het koninklijke bezoek van 1634 spendeerde hij de gehele jaaropbrengst van al zijn landerijen.

## Mentor van Karel II
Op zijn achtste verjaardag kreeg de prins van Wales zijn eigen hofhouding, waarvan de leiding aan William Cavendish werd toevertrouwd. De earl van Newcastle werd de algemene opvoeder van Karel Stuart en legde het accent op omgangsvormen en een koninklijke présence. Hij vond de kunst van het paardrijden belangrijk voor Karel en adviseerde hem te allen tijde hoffelijk tegenover vrouwen te zijn. Ook ontried hij de kroonprins een boekenworm te worden, want daden waren voor een koning belangrijker dan woorden. Het bekendste advies van Cavendish aan de latere Karel II was wellicht dat hij ‘niet te devoot’ hoefde te zijn, want men kan heel goed zowel ‘een goed man als een slecht koning’ zijn. Cavendish was niet de enige mentor van Karel, maar hij had wellicht de sterkste invloed op de mentale ontwikkeling van de latere koning.

## Militaire loopbaan

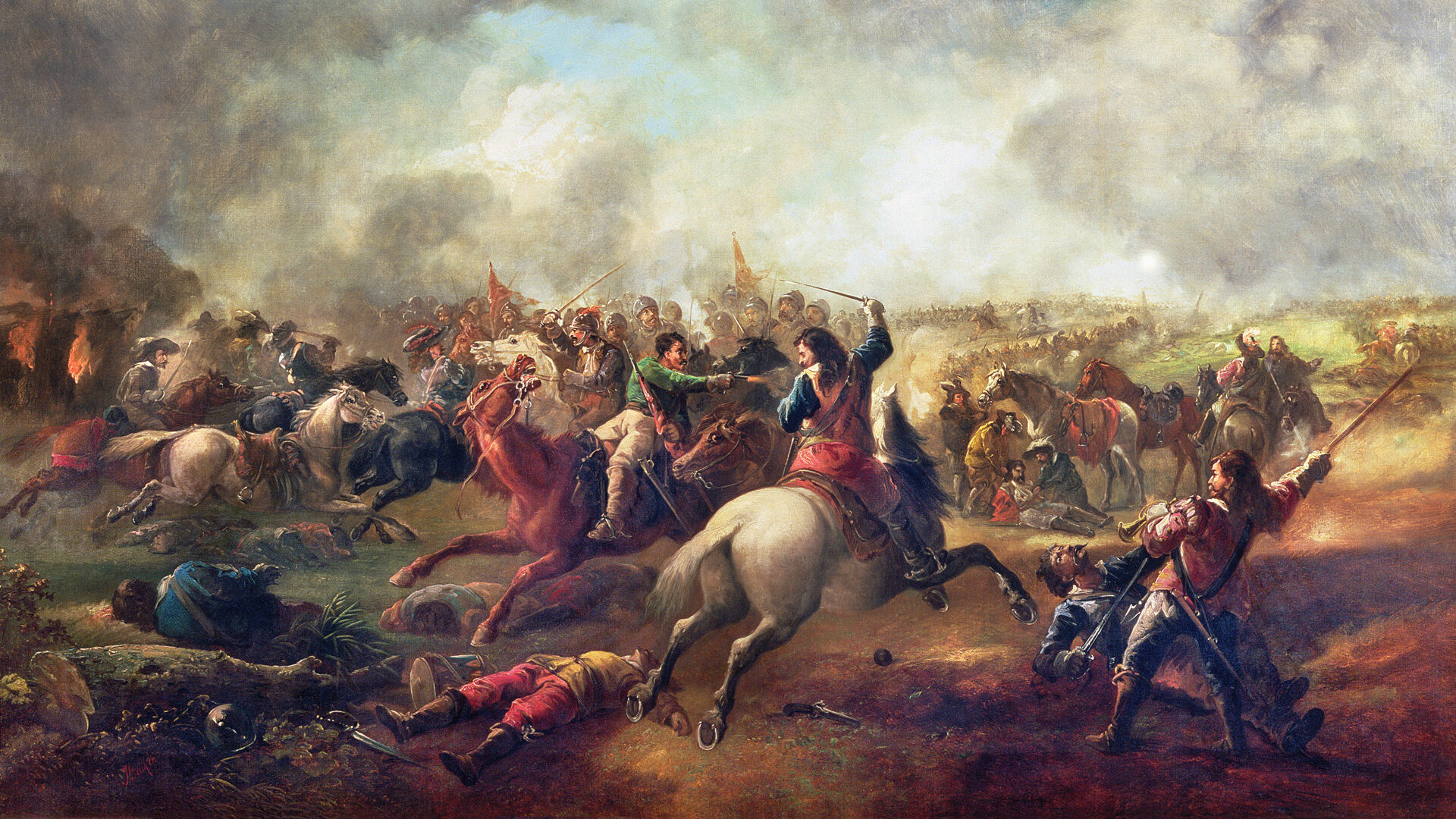
Slag bij Marston Moor, door John Barker

Bij de uitbraak van onlusten in Schotland naar aanleiding van het Book of Common Prayer leende Cavendish Karel I 10.000 pond als teken van zijn trouw aan de koning. Deze Bisschoppenoorlogen luidden het begin van de Eerste Engelse Burgeroorlog in. Cavendish verkreeg het commando over een regiment van de cavalerie in naam van de prins van Wales, nadat hij tegenover de earl van Holland geweigerd had in de achterhoede te rijden, met als argument dat hij de prins vertegenwoordigde en zodoende voorop diende te rijden. Cavendish werd enerzijds belast met het veroveren van steden die door de Roundheads bezet werden en anderzijds met het tegenhouden van een Schots leger dat Noord-Engeland binnendrong.
In februari 1642 landde Henriëtta Maria in Burlington, alwaar Cavendish haar opwachtte; vervolgens begeleidde hij haar naar York en leende hij haar 3000 pond. Koning Karel I bevond zich in Oxford; op zijn zuidwaartse tocht met de koningin veroverde Cavendish Scarborough Castle, waarna Lord George Goring, hoofd van de bereden troepen, de parlementaire generaal Thomas Fairfax versloeg in de slag op Seacroft Moor op 30 maart 1643. Om te verzekeren dat de koningin veilig in Oxford zou aankomen, stond Cavendish 7000 manschappen af om haar vanaf Pontefract te begeleiden, waarna hij genoopt was voor zichzelf een nieuw leger te werven. Fairfax achtervolgde hierop de uitgedunde troepen van de earl van Newcastle, maar werd door hem alsnog verpletterend verslagen in de slag op Adwalton Moor van 30 juni 1643, waarna de generaal van het parlementaire leger moest vluchten. Vervolgens nam Cavendish Bradford, Halifax, Leeds en Wakefield in.
In augustus 1643 marcheerde Cavendish, na Gainsborough te hebben ontzet, op naar Kingston upon Hull, waar de vijand voor hem vluchtte; Karel I liet hierop zijn erkentelijkheid blijken door Cavendish tot markies van Newcastle te verheffen.
In zijn militaire campagnes tijdens de Engelse Burgeroorlog veroverde de markies van Newcastle onder andere nog Sheffield en Rotherham op de parlementairen, maar hij slaagde er uiteindelijk niet in Kingston upon Hull langdurig te ontzetten; deze stad was strategisch belangrijk als aanleghaven voor schepen uit de Nederlanden en Denemarken, en er was dan ook een wapenarsenaal gevestigd. Cavendish keerde via Chesterfield terug naar Derbyshire. In het najaar van 1643 had hij zich teruggetrokken op zijn landgoed Welbeck, toen hij vernam dat een Schots leger de Engelse grens was overgestoken, waardoor hij terug naar York en van daaruit naar Newcastle werd geroepen. In februari 1644 stonden de Schotten, die ongeveer 22.000 man telden, voor de poorten van Newcastle, maar zij konden de stad niet innemen. Ze dreven het leger van de markies zuidwaarts naar Durham, terwijl Yorkshire geleidelijk opnieuw door de Roundheads werd veroverd; hierdoor kwam Cavendish tussen twee vijandige legers in te zitten.
De markies verschanste zich met zijn leger drie maanden lang in York, dat door de vijand omsingeld was, waarna prins Ruprecht van de Palts hem te hulp kwam. In de daaropvolgende veldslag voerde Cavendish een regiment vrijwilligers (zogeheten white coats) aan, die hem tot hun kapitein hadden uitgeroepen. Zij bleven als laatsten op het slagveld achter, toen het leger van Cavendish en prins Ruprecht definitief verslagen was. ’s Anderendaags, op 3 juli 1644, reed hij naar Scarborough, van waaruit hij een boot naar Hamburg nam. Hij kwam ginds aan op 8 juli 1644.

## Verblijf in Antwerpen

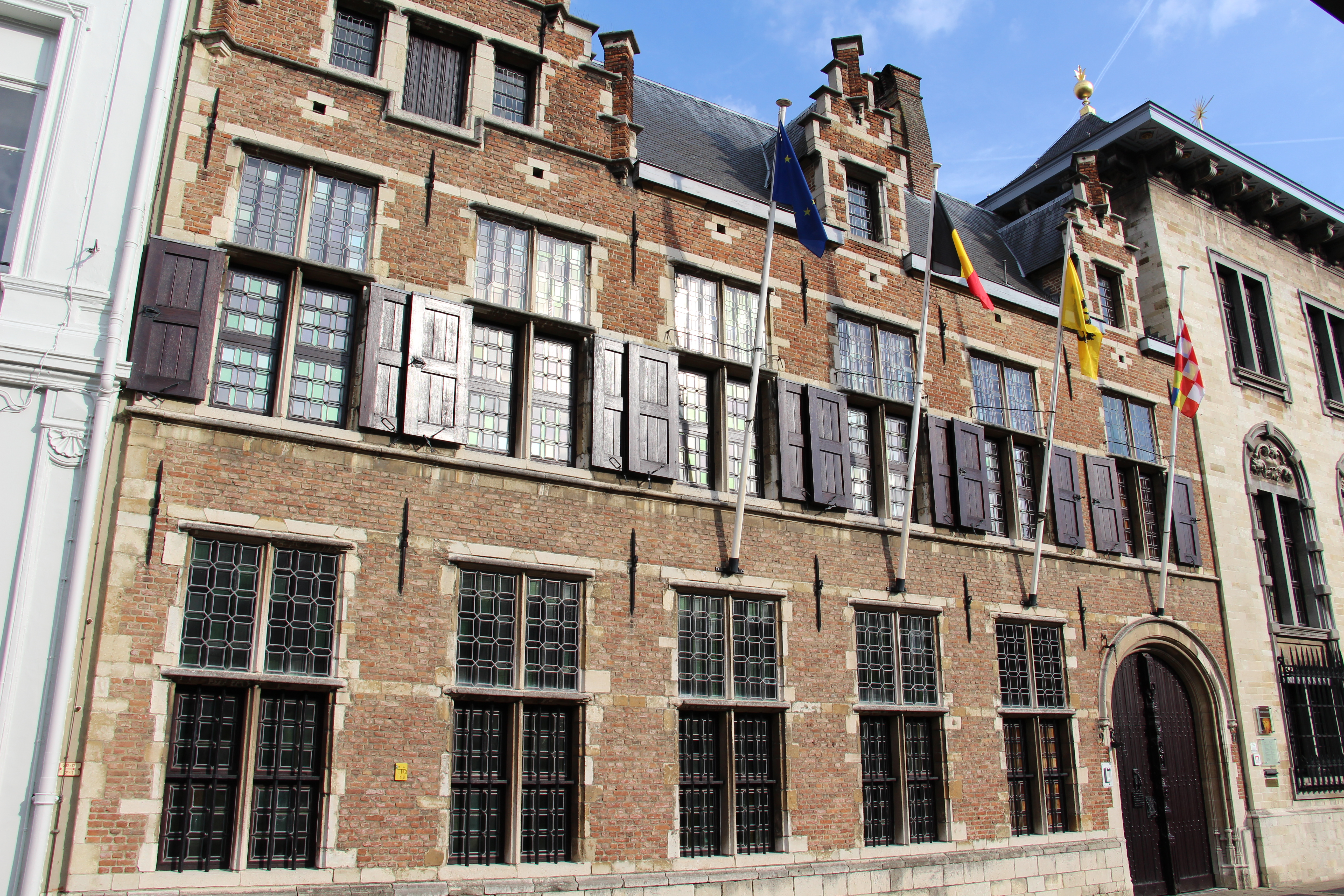
Het Rubenshuis

Van juli 1644 tot februari 1645 verbleef Cavendish in Hamburg, waarna hij het plan opvatte naar Frankrijk te verhuizen. Hij voer eerst naar Amsterdam en Rotterdam, waar hij het hof van Oranje bezocht, en reisde vervolgens per koets naar Antwerpen, Mechelen en Brussel, alwaar Manuel de Castel Rodrigo, landvoogd van de Zuidelijke Nederlanden, hem vriendelijk ontving. In april 1645 arriveerde hij in Parijs en ontmoette er Margaret Lucas, erejoffer van Henriëtta Maria. Cavendish was recentelijk weduwnaar geworden; zijn eerste gade was Elizabeth Basset, een landeigenares uit Staffordshire met wie hij in 1618 gehuwd was. Zij stierf in april 1643 in Bolsover Castle.
De markies van Newcastle en Margaret Lucas huwden in 1645, spoedig nadat ze kennis met elkander hadden gemaakt. De daaropvolgende twee jaar woonde het koppel in Parijs in zware financiële moeilijkheden; Margaret verpandde enkele van haar juwelen en William moest voortdurend met schuldeisers onderhandelen. Margaret Cavendish trachtte via haar broer, Sir George Lucas, geld voor hun beider onderhoud te bemachtigen, maar het Engelse parlement bleek onvermurwbaar.
Met de onthoofding van Karel I werd de prins van Wales Karel II, wiens statuut door de Schotse covenanters werd erkend, op voorwaarde dat hij het presbyterianisme zou bevorderen. Hierop vergaderden de notabelen van het Engelse hof in Saint-Germain om dit voorstel te bespreken. Cavendish was voorstander van onderhandelen met de Schotten, Henriëtta Maria was ertegen. Karel II besliste echter eigenhandig op het voorstel in te gaan en begaf zich naar Den Haag, waarop de koningin-moeder Cavendish beval hem achterna te gaan. Na zes maanden in Rotterdam zag hij in dat hij de koning niet verder van dienst kon zijn; daarenboven was zijn geld uitgeput. Hij verhuisde daarop naar Antwerpen.

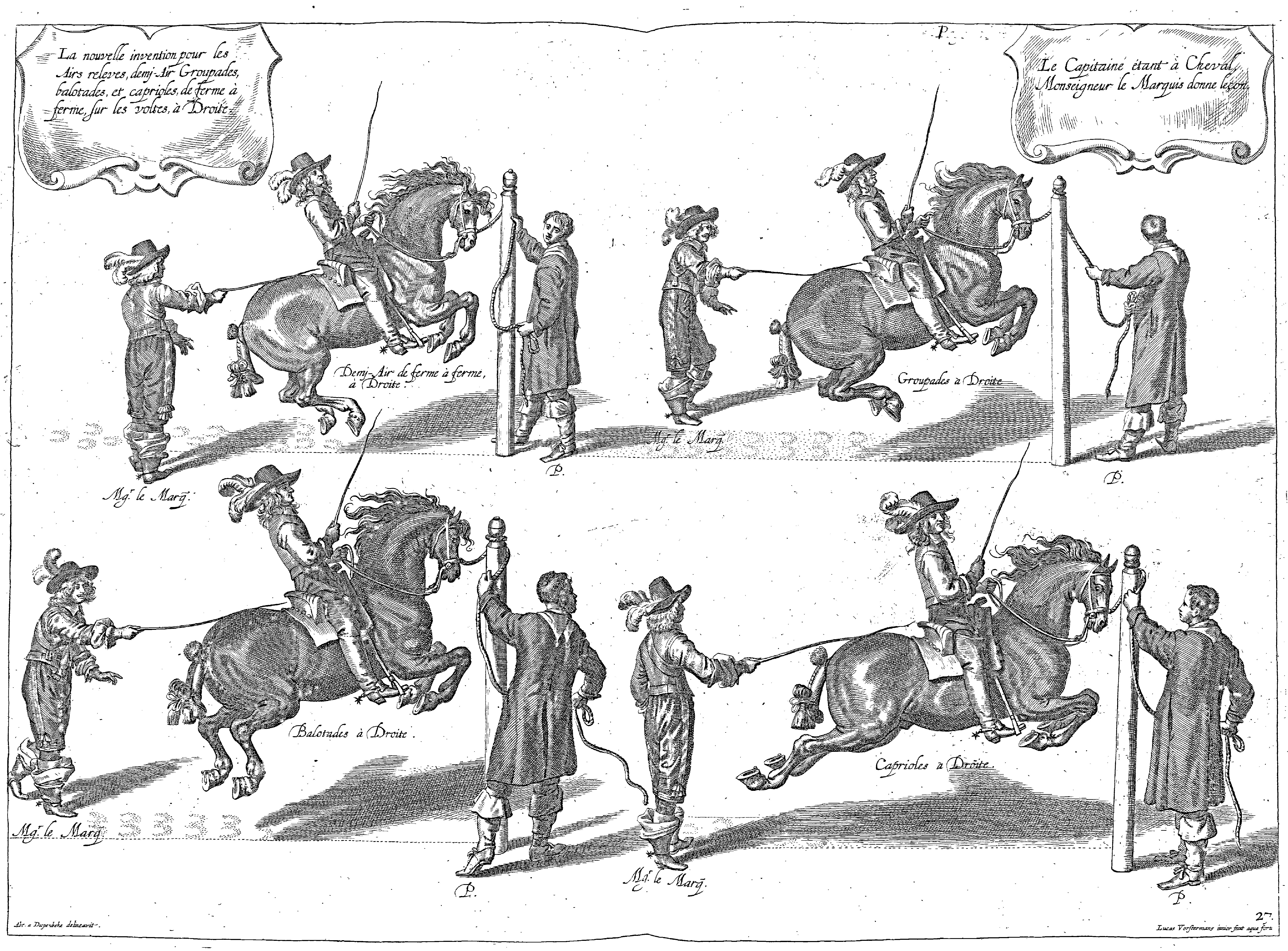
Paardrijdoefeningen uit het boek van William Cavendish

Cavendish vond dat Karel II de voorwaarden van de covenanters moest aanvaarden, wat hem in conflict bracht met Edward Hyde. Karel nam Cavendish op in de Privy Council, maar Cavendish mocht van de Schotse delegatie niet mee naar Edinburgh. Anno 1650 liet Karel II zich in Schotland officieel tot koning kronen en in 1651 viel hij Engeland binnen met een royalistisch leger. In de tussentijd onderhandelde Cavendish met Frederik Willem I van Brandenburg en Frederik III van Denemarken om een zeemacht van 10.000 man op de been te brengen voor een invasie van Engeland. Dit project viel in het water na de nederlaag van de slag bij Worcester op 3 september 1651.
In Antwerpen vond Cavendish Endymion Porter terug, een gevluchte royalist en kunstverzamelaar, bij wie hij enige tijd overnachtte. Porter was een kennis van Pieter Paul Rubens geweest. Cavendish en zijn vrouw namen hun intrek in het Rubenshuis en leidden er node een teruggetrokken bestaan wegens nijpende armoede. De zoon van Williams hechte vriend Sir Thomas Aylesbury, zwager van Edward Hyde, leende hem 200 pond, hetgeen hem in staat stelde krediet in Antwerpen te verwerven.
Volgens het verslag van Margaret Cavendish had het echtpaar het in Antwerpen uitstekend naar de zin. Hun vriendenkring nam gestadig toe en verschillende notabelen uit binnen- en buitenland vereerden hen met een bezoek. De markiezin was vol lof over de stad en haar bewoners:

Zeer zeker kan ik in eer en geweten niet anders dan de volgende openlijke getuigenis van die plaats af te leggen: ofschoon ik heb waargenomen dat vlekken of steden waar de prins van dat land niet zelf woont, of waar de voornaamste adel en burgerij niet in groten getale bijeenkomen, gewoonlijk maar weinig geciviliseerd zijn, zijn zonder twijfel de inwoners van de voornoemde stad Antwerpen de beschaafdste en welgemanierdste mensen die ik ooit zag, zodat Mijnheer er zo tevreden woonde als voor een man in zijn toestand mogelijk was.

Cavendish hield in het bijzonder van paarden en besteedde er veel geld aan, ook al had hij het niet breed. Zijn manege was in Antwerpen zijn voornaamste tijdverdrijf. Volgens Margaret hielden zijn paarden evenveel van hem als hij van hen. Het echtpaar Cavendish bracht de rest van zijn ballingschap door in Antwerpen. In 1657 publiceerde de markies een boek over de dressuur van paarden, getiteld La Méthode et Invention Nouvelle de Dresser les Chevaux.
Margaret Cavendish ondernam met haar broer, Sir George Lucas, een reis naar Engeland in een poging de landerijen van haar man terug te krijgen; het parlement had een wet afgevaardigd die dit mogelijk maakte mits betaling van een boete, wat composition werd genoemd. Voor William Cavendish werd evenwel een uitzondering gemaakt, daar het parlement hem als ‘de grootste verrader van Engeland’ beschouwde. Sir Charles Cavendish, Williams jongere broer, kocht de landerijen van Welbeck en Bolsover van de regering af. Na anderhalf jaar in Engeland keerde Margaret Cavendish terug naar Antwerpen; Sir Charles Cavendish overleed kort nadien.
In het Rubenshuis ontvingen de Cavendishes onder anderen Karel II, Anton Günther van Oldenburg, Enno Lodewijk van Oost-Friesland en Juan II van Oostenrijk.

## Na de Restauratie

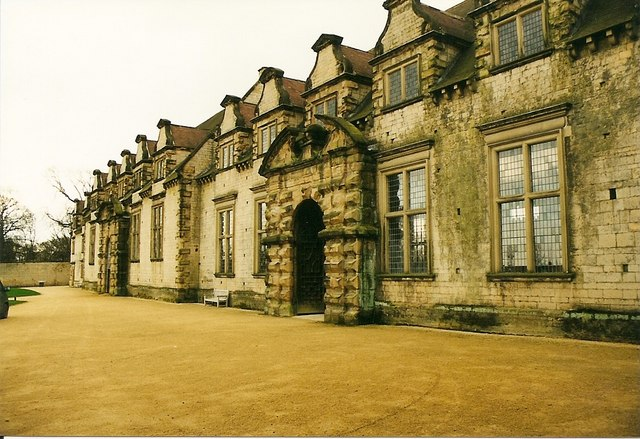
Paardenstallen van Bolsover Castle

Op 28 mei 1660 keerde William Cavendish terug naar Engeland en trof zijn landerijen in erbarmelijke staat aan. Koning Karel II gaf hem een deel van de bezittingen terug die hem onder het Protectoraat ontnomen waren. In haar biografie van William bood Margaret Cavendish een uitvoerig overzicht van zijn inkomsten en geschatte verliezen; zij becijferde dat haar man gedurende zijn achttien jaar ballingschap £ 733.579 aan rente had verloren. In combinatie met de gederfde inkomsten uit zijn wouden en parken alsook de uitgaven voor rechtszaken schatte zij dat de Engelse Burgeroorlog haar man £ 941.303 had gekost.
Cavendish bekleedde geen actieve functie in de politiek meer. Op 16 maart 1665 creëerde Karel II hem tot hertog; in zijn adelbrief sprak de koning zijn dankbaarheid uit voor zijn moed en daadkracht tijdens de oorlog en stelde hij dat de goede raad die Cavendish hem in zijn jeugd had gegeven, hem zijn gehele leven zou bijblijven.
In Bolsover Castle liet Cavendish paardenstallen optrekken en zijn persoonlijke appartementen inrichten in een Italiaanse maniëristische stijl, wellicht geïnspireerd door Rubens’ boek Palazzi di Genova, dat in 1652 in Antwerpen herdrukt was. Hij werkte hiervoor eng samen met de architect Samuel Marsh.
Cavendish bracht zijn oude dag door met paardrijden, zwaardvechten en jagen. In 1667 publiceerde hij een tweede boek over paardrijkunst, dat een citaat van Ben Jonson bevatte waarin de oude dramaturg zijn bewondering voor de rijkunsten van de hertog uitsprak.

## Cavendish als toneelschrijver
Zowel William Cavendish als zijn vrouw Margaret schreef toneelstukken. Aan William worden vier stukken toegeschreven, die allemaal blijspelen zijn. Deze stukken zijn over het algemeen slecht, al bevatten ze hier en daar wat vermakelijke scènes. De komedie The Humorous Lovers werd in 1667 in het Londense Duke’s Theatre opgevoerd, waar Samuel Pepys in het publiek zat. Hij meende dat de komedie van de hand van Margaret Cavendish was en noemde het stuk in zijn dagboek ‘het belachelijkste wat ooit op de bühne is gebracht’. Van The Country Captain, dat hij in 1661 zag, schreef hij dan weer dat hij ‘van zijn leven nooit een potsierlijker toneelstuk’ had gezien.
Thomas Shadwell bewonderde de hertog van Newcastle en noemde hem ‘de grootste meester van de gevatheid, de nauwkeurigste observator van de mensheid en de trefzekerste beoordelaar van humor die hij ooit kende’, maar met dat oordeel stond hij alleen. De hertog vertaalde L'Étourdi ou les Contretemps van Molière uit het Frans; het resultaat hiervan was Sir Martin Mar-All, dat onder de naam van de hertog werd opgevoerd, maar in werkelijkheid grotendeels door John Dryden geschreven was. Ook James Shirley hielp de hertog met zijn toneelstukken.
Cavendish’ voornaamste verdienste voor de podiumkunsten lag in zijn optreden als mecenas, veel meer dan in zijn eigen schrijfselen.

## Persoonlijk

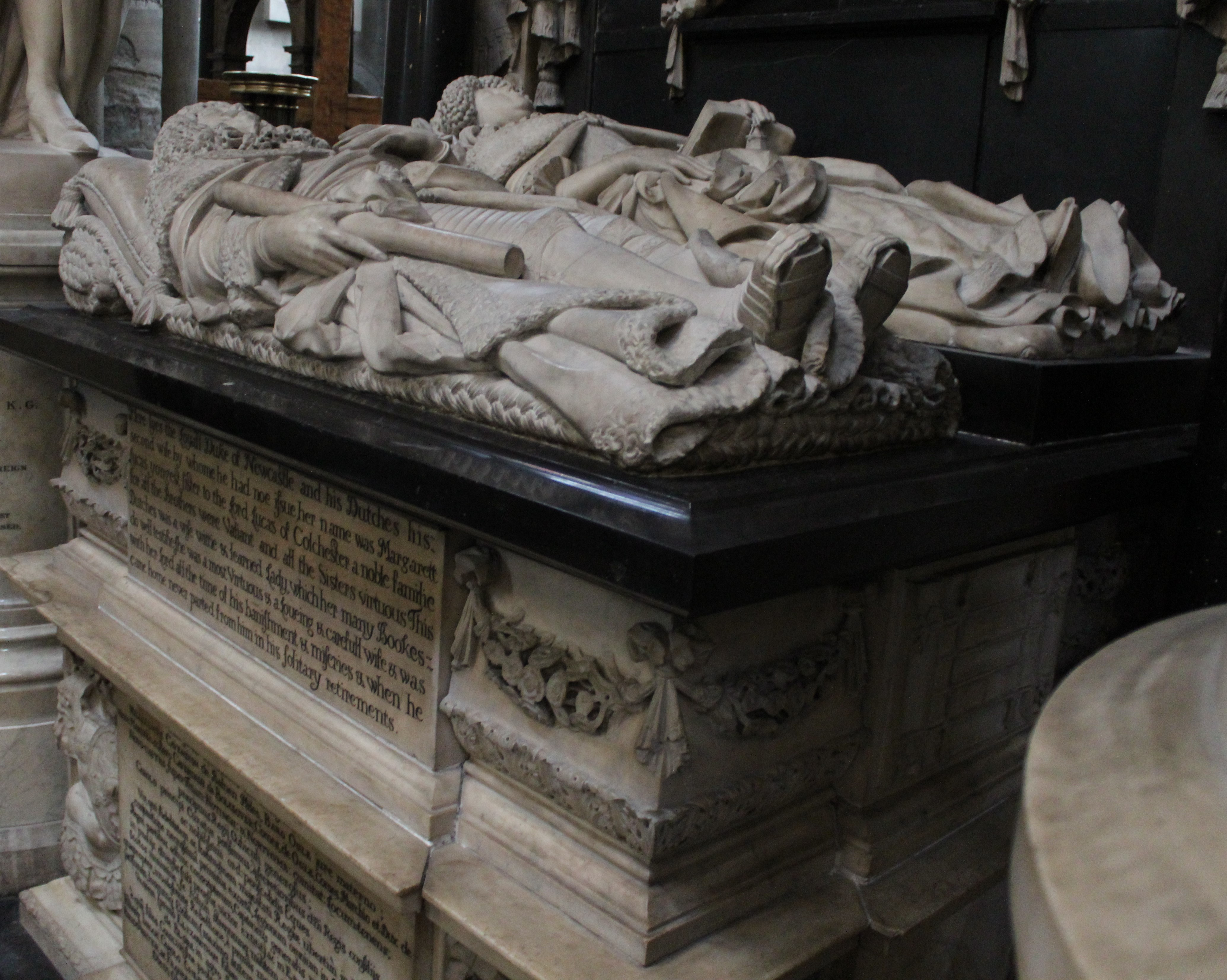
Grafmonument van William en Margaret Cavendish

De uitvoerigste beschrijvingen van William Cavendish als persoon stammen van zijn echtgenote, maar ook tijdgenoten als Lord Clarendon hadden een genuanceerd oordeel over hem. Laatstgenoemde vond Cavendish volstrekt ongeschikt als staatsman, maar noemde hem alles welbeschouwd ‘a very fine gentleman’. Cavendish stond bekend als liefhebber van poëzie en muziek, maar stond afkerig tegenover mensen die niets deden dan boeken lezen. Anderzijds discussieerde hij graag met letterkundigen en wijsgeren onder wie Thomas Hobbes, zoals blijkt uit de biografie die zijn vrouw over hem schreef, waarin zij tientallen uitspraken en aforismen van hem opnam. Ook met Pierre Gassendi en René Descartes zou hij geregeld gedineerd hebben. Bovenal was hij een compromisloos royalist, die zijn monarch door dik en dun steunde.
Hij overleed op kerstdag 1676 en werd bijgezet in Westminster Abbey bij het monument dat hij voor zijn vrouw Margaret had opgericht. Henry Cavendish, zijn zoon uit zijn eerste huwelijk, was zijn erfgenaam. Henry had uitsluitend dochters, waardoor de titel hertog van Newcastle bij zijn dood in 1691 kortstondig uitstierf, daar deze slechts in mannelijke lijn werd overgeërfd. In 1694 werd de titel echter opnieuw gecreëerd voor John Holles, die getrouwd was met Margaret Cavendish, kleindochter van William en erfgename van de landerijen.

## Werken
- 1649: The Country Captain
- 1649: Variety
- 1657: La Méthode et Invention Nouvelle de Dresser les Chevaux
- 1667: A New Method and Extraordinary Invention to Dress Horses, and Work them, according to Nature; as also to Perfect Nature by the Subtlety of Art; which was never found out but by the thrice noble, high, and puissant Prince, William Cavendish
- 1677: The Triumphant Widow
- 1677: The Humorous Lovers